# باشگاه ورزشی جونس تاهیتینز
باشگاه ورزشی جونس تاهیتینز یک باشگاه فوتبال از پاپت، تاهیتی است. این باشگاه یکی از قدیمی‌ترین باشگاه‌های فوتبال در پلی‌نزی فرانسه است که در سال ۱۹۲۳ تأسیس شد. در حال حاضر پس از صعود از لیگ ۲ تاهیتی در فصل ۱۸–۲۰۱۷، در لیگ ۱ تاهیتی رقابت می‌کند.

## افتخارات
- لیگ ۱ تاهیتی
  - ۳ قهرمانی: ۱۹۵۴، ۱۹۶۱، ۱۹۸۷[۲]
- جام حذفی تاهیتی
  - ۵ قهرمانی: ۱۹۵۱، ۱۹۷۱، ۱۹۸۲، ۱۹۸۷، ۱۹۸۹

### نتایج قاره‌ای
| فصل  | مرحله                 | باشگاه    | نتیجه |
| ---- | --------------------- | --------- | ----- |
| ۱۹۸۷ | مقدماتی یک‌چهارم نهایی | سنت-لوئیس | ۳–۴   |